# Blarina peninsulae
Blarina peninsulae es una especie de musaraña de la familia soricidae.

## Distribución geográfica
Es Endémica de   Florida peninsular.